# 2008년 하계 올림픽 조선민주주의인민공화국 선수단
조선민주주의인민공화국은 2008년 8월 8일부터 8월 24일까지 중화인민공화국 베이징에서 열린 2008년 하계 올림픽에 참가했다.

## 메달리스트
- 금메달
  - 박현숙 (여자 역도 미들급)
  - 홍은정 (여자 체조 도마)

- 은메달
  - 안금애 (여자 유도 하프라이트급)
  - 오정애 (여자 역도 라이트급)

- 동메달
  - 박철민 (남자 유도 하프라이트급)
  - 원옥임 (여자 유도 하프미들급)

- 참고: 김정수는 원래 남자 사격 50m 권총에서 은메달을, 남자 사격 10m 공기권총에서 동메달을 각각 획득했으나 2008년 8월 15일에 도핑 샘플 검사 과정에서 베타 차단제의 일종인 프로프라놀롤 성분이 검출된 사실을 확인한 국제 올림픽 위원회(IOC)의 결정에 따라 모두 박탈당했다.